# Myothit
Myothit är en kommun i Myanmar.   Den ligger i regionen Magwayregionen, i den centrala delen av landet, 80 km nordväst om huvudstaden Naypyidaw. Antalet invånare är 179 015.